# Friedrich Ferdinand Flemming

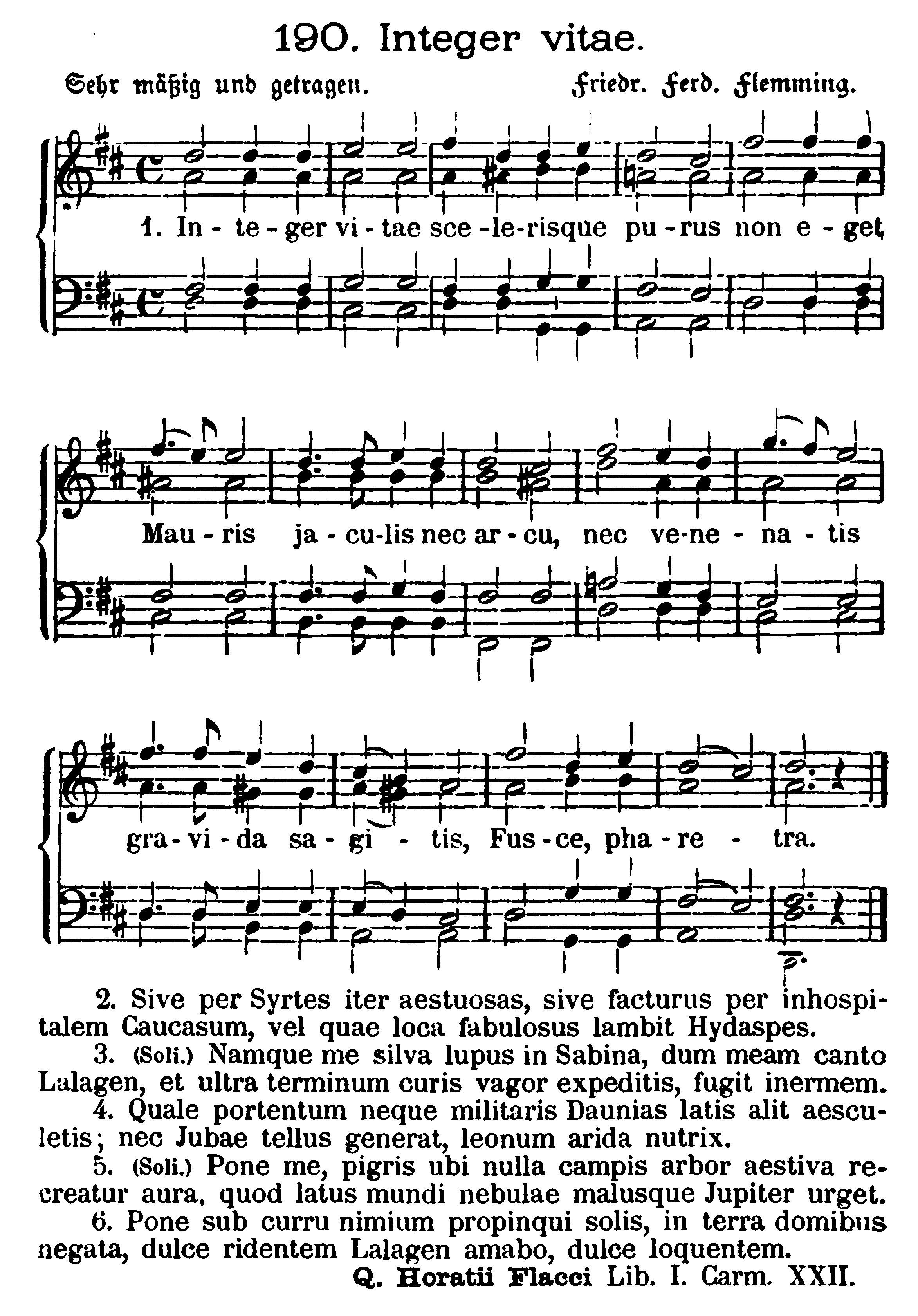
Integer vitae

Friedrich Ferdinand Flemming, född den 28 februari 1778 i Neuhausen im Erzgebirge, Sachsen, död den 27 maj 1813 i Berlin, var en tysk kompositör och läkare. 
Flemming var medlem av Zelters "liedertafel" i Berlin och gjorde sig känd genom en mängd tonsättningar för manskörer, bland dessa märks Horatius ode "Integer vitae".

## Psalmer
- Kärlek av höjden (1921 nr 568)
- Saliga de som ifrån världens öden (1986 nr 306) tonsatt 1811